# Правовая система Северо-Кавказского имамата
Правовая система Северо-Кавказского имамата — правовая система военно-теократического государства, существовавшего в горах Дагестана и Чечни с 1829 по 1859 год. Право было шариатским. Введение исламских законов было начато первыми двумя имамами — Гази-Мухаммадом и Гамзат-беком, но их кодификация произошла при третьем имаме — Шамиле. Кодекс получил название Низам Шамиля. Свод законов регулировал практически все сферы общественной жизни: военную, административную, судебную, финансовую и другие.

## При первых имамах
До появления имамов Нагорный Дагестан жил по горским обычаям — адатам. В конце 1820-х годов в Дагестане имамом был избран Гази-Мухаммад из Гимры. Гази-Мухаммад стал расширять своё влияние и устанавливать на подконтрольных территориях шариатские нормы. Имам вёл политику по ликвидации адатного права, все судящие не по шариату признавались вероотступниками. После смерти Гази-Мухаммада в 1832 году его дело продолжил новый имам — Гамзат-бек.

## Низам Шамиля
Низам представляет из себя законодательные акты, которые регулировали сферы жизни горского общества. Известны 14 таких актов имама. На них основывались государственная, уголовная, уголовно-процессуальная, гражданская, гражданско-процессуальная, административная, земельная, финансовая, семейная и другие отрасли права. Свод законов был разработан диваном — государственным советом Имамата.

## Правовая система

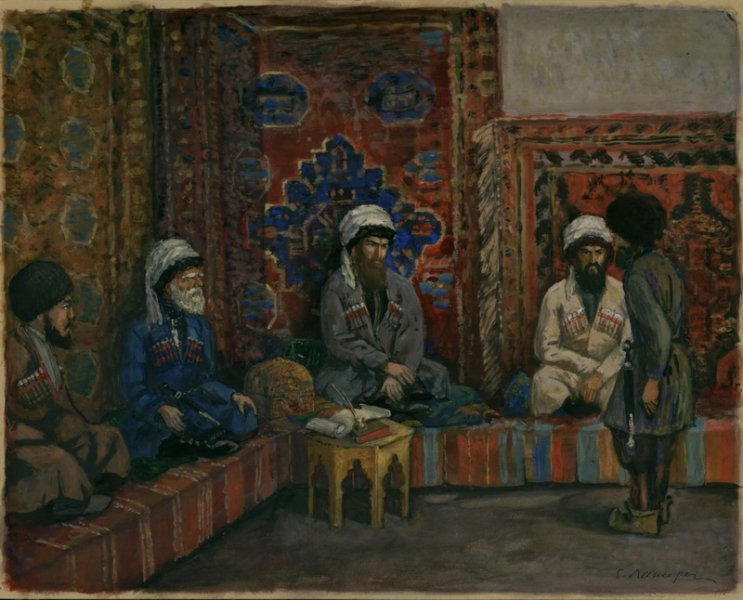
Суд Шамиля. Лансере. Вариант иллюстрации к книге «Хаджи-Мурат». 1913 год

В Имамате была выстроена правовая иерархия, где во главе стоял имам, обладавший исполнительной, законодательной и судебной властью. Военная (наибская) и судебная власть были разделены. Обязанность осуществления гражданского шариатского судопроизводства на местах лежала на муфтиях, кадиях, муллах и дибирах. Муфтий решал религиозные и гражданские дела в наибствах, кадии и муллы — в сёлах. Дибиры — помощники наибов, занимавшиеся незначительными делами. Если гражданин отказывался от исполнения их решения, дело передавалось наибу. Решение наиба также можно было обжаловать, обратившись к имаму. В подчинении дибиров состояли татели, чья функция заключалась в контроле за выполнением шариатских норм и исполнении телесных наказаний.
Существовал институт мухтасибов, которые вели тайный контроль над деятельностью муфтиев, кадиев, мулл и дибиров и отчитывались о результатах наблюдений имаму.

## Наказания
Против правонарушителей применялись наказания в виде денежного штрафа, заключение в тюрьму на определённый срок, ударов палками, высылки из общины, наказания позора и смертной казни. Система наказания в Имамате характеризуется современными исследователями как гуманная, в то время как в соседних феодальных владениях правители сбрасывали неугодных со скал, вырезали глаза, отрезали уши, пытали раскалённым железом и обливали кипящим маслом. Наместники Российской империи также применяли радикальные методы по отношению к нарушителям их порядков.
| Преступление                     | Наказание                                                                                          |
| -------------------------------- | -------------------------------------------------------------------------------------------------- |
| Уклонение от воинской повинности | Денежный штраф                                                                                     |
| Нанесение телесных повреждений   | Денежный штраф                                                                                     |
| Воровство                        | - В первые 2 раза: заключение в яму на 3 месяца, штраф в 20 копеек за каждую ночь - Смертная казнь |
| Оскорбление чужой женщины        | Крупный штраф и арест сроком до 3-х месяцев                                                        |
| Взяточничество                   | Конфискация взятки и арест на 10 суток                                                             |
| Государственная измена           | Смертная казнь                                                                                     |
| Торговля во вражеских крепостях  | Арест и конфискация доходов                                                                        |
| Трусость в бою                   | Позорный знак на одежде                                                                            |
| Фальшивомонетничество            | - Наложение обязанности возместить ущерб обманутым - При отягчающих: смертная казнь                |
| Неповиновение властям            | Казнь зачинщиков и выселение непокорной общины                                                     |
| Пьянство                         | 80 ударов палками                                                                                  |

Сам Шамиль, согласно пересказу Руновского, о правосудии в своём государстве говорил:
У меня в имамате был шариат, мирные горцы судились по адату, а у Шамхальцев, Аварцев и Казикумухцев не было ни того, ни другого: законом их были ханская воля, ханский каприз.

Для решения проблемы бытовавшей в горах традиции кровной мести, Шамиль выпустил указ:
«В случае смерти, причинённой во время драки человеку, пришедшему для этого в чужой дом (вообще в чужое владение), хозяин его освобождается от всякой ответственности. И если родственники убитого начнут мстить за его кровь, то сами они обратятся в убийц, подлежащих преследованию закона и мщению за убитого ими человека».

## Социальное право
Шамиль боролся с горской феодальной знатью, отменил рабство и полностью освободил все социально-зависимые категории граждан. В глазах жителей местных феодальных владений и крепостнической России, на подконтрольной территории которой практиковались рабство и работорговля, это делало Имамат привлекательным местом для переселения, туда стекались крестьяне со всего Кавказа.
Уже не было таких вещей, как ханские порядки, вроде того, чтобы подчинённый перед начальством снимал шапку и все время стоял, а обращением при встрече стало только ассаламу-алейкум и алейкуму-ссалам.Гасан Алкадари, Асари Дагестан
После 1840-х годов число русских дезертиров, которые перешли к имаму, возросло в десятки раз. Согласно рапорту генерал-майора Ольшевского генералу Граббе 1842 года под грифом «Весьма секретно», раньше русские пленные у горцев считались ясырями тех, кто их пленил, но имам издал указ освободить их, Шамиль их либо выкупал, либо отнимал силой. В то же время царское командование нередко превращала своих горских пленных в рабов. Таким образом, «социальная политика Шамиля стала прогрессивным явлением не только для Кавказа, она являлась более демократичной, чем социальная политика держав, претендовавших на цивилизаторскую миссию в данном регионе».

## Финансовое право
Бытовавшая в горах веками система налогов и податей была коренным образом реформирована Шамилем в пользу бедноты. Не считая царских поборов, в местных феодальных владениях насчитывалось до 30-ти принудительных налогов и податей. В Имамате все ханские подати были ликвидированы, налоги были значительно занижены, Шамиль определил, что с неимущего гражданина ничего не взымается. Подати можно было платить не только деньгами и сельхозпродуктами, но и всем, чем пожелают. Феодальные владения, захваченные имамом, были национализированы. Подати с них назывались хараджем и были одним из источников дохода государства, которое поступало в казну. Другие источники — доходный и имущественный налог закят, пятая часть добычи, которую захватывали горцы в набегах — хамус, штрафы, пени, взносы, конфискованное имущество. Имам был обязан отчитываться о государственных доходах и расходах перед государственным советом. Больше всего средств уходило на ведение войны.

## Семейное право
Для решения проблемы бедных мужчин, которые могли состарится, оставаясь холостыми из-за завышенного калыма, который требуют семьи девушек, Шамиль установил максимальный размер калыма: 20 рублей за девушку и 10 рублей за разведённую. Он также издал низамы против частных разводов, в поддержку женщин и детей. Так, при разводе женщине оставался и калым, и приданое, а детям, если они оставались с матерью, отец должен был уплачивать алименты до совершеннолетия. Такие действия в разы сократили число разводов в Имамате. Из-за резкой убыли мужского населения вследствие войны Шамиль в некоторых сёлах ввёл указ об обязательности женитьбы для вдов.

## Результаты
Эффективность законодательства Шамиля на практике признавалась и его противниками. Генерал Клюгенау писал, что «строгие меры Шамиля приносят пользу. Они уменьшили убийства, грабежи и воровство». По словам Николая Дубровина, имам покончил с горским обычаем кровной мести.
По мнению профессора Халилова, утверждённые нормы права отличались прогрессивностью и демократичностью не только в сравнении с горскими адатами, но и с установками Российской империи. Правовая система эффективно способствовала «усилению освободительной борьбы, объединению горцев, освобождению их от социального и национального гнёта, уменьшению числа правонарушений, укреплению правопорядка, удовлетворению материальных и духовных потребностей, нормализации брачно-семейных отношений, обеспечению защиты прав и интересов граждан Имамата».